# Kamppi Station
Kamppi Station (finsk: Kampin metroasema, svensk: Kampens metrostation) er en station på Helsinkis metro i bydelen Kamppi i Helsinki. 
Stationen ligger under Kamppi indkøbscenter og har forbindelse til busstationen fra perronen. Den ligger kun 487 meter fra Rautatientori og 1.169 meter fra Ruoholahti.
Kamppi Station er metroens næst største station. Den er tegnet af arkitektbureauet Hyvämäki-Karhunen-Parkkinen og havde Finlands længste rulletrappe da den åbnede i 1983.
Ipi Kärkis verk Maa, ilma, tuli ja vesi hænger ovenfor elevatorene og foran stationen er der et springvand med Anu Matilainens skulptur Liike.